# 蔡繼光
蔡繼光（英語：Clifford Choi Kai Kwong，1946年11月12日—），香港電影導演與編劇，為1970年代香港新浪潮導演之一。其餘現時為知名的同期電影製作人包括徐克、許鞍華、嚴浩、譚家明等人。蔡繼光於香港演藝界發展初期主要擔任電視台編導。及後加入邵氏兄弟任職導演和編劇。他於1983年憑電影《男與女》榮獲第20屆金馬獎「最佳原著劇本」獎，再於1984年開始自組「龍光影業有限公司」拍攝電影，而公司現已解散。

## 背景

### 成長經歷
蔡繼光原籍廣東東莞，早年於九龍深水埗長沙灣道的唐樓長大，家有11名兄弟姊妹，自己排行第九，其中有數名胞兄胞姊在戰時離世。他的父親在九龍塘三角公園（現為雅息士道休憩公園）對面租了一個車房經營士多、雜貨與燒臘熟食生意。蔡繼光每天都會在士多幫忙售賣貨品、計帳和送貨。因為交通不便，他需要每天由住所步行至九龍塘學校（小學部）上學。而在步行過程中，他因時常觀察周遭景物和幻想人物情節，而且閑時又會收聽廣播劇，於是培養了對戲劇的興趣。蔡繼光的讀書成績不錯，當他讀至小學四年級時，由於父親意識到學習英文的重要性，因此安排蔡繼光轉讀聖方濟各英文小學，並在該校完成小五及小六課程。他其後升讀聖芳濟書院。在校期間，他修讀理科，但主要以閱讀中國文學作品為主。直至1963年中五畢業後，他轉到民生書院完成文科預科課程，再在1964年中六畢業後入讀珠海學院中文系。然而，蔡繼光讀了一年後發覺學院只教授古代文學而自己喜歡的是比較文學，所以在1965年到台灣升學，入讀國立台灣師範大學。
他選擇就讀師範大學英語學系的主因是該所大學教授現代文學，加上不想再學習訓古式的中國語文以及想學好國語，遂留台生活。而蔡繼光本來可以入讀香港大學，結果因赴台留學時期，校方不用學生繳交學費，反而給予生活費和提供免費住宿，所以他選定國立台灣師範大學。其時，蔡繼光只讀了三年英語系課程而沒有完成餘下一年的實習期。他留意到師範大學的課程內容與香港相比起來有明顯的程度之分。為了可以專注更多文學方面的認知，他決定到海外留學。此前，他曾於台灣成功嶺接受短期軍事訓練，亦獲台灣校方邀請他加入國民黨。
在任職神父的台灣教授推薦下，蔡繼光於1969年報讀加利福尼亞大學柏克萊分校英國文學系。，最後於1970年在柏克萊分校修畢了為時兩年的學士學位。因同時體會到文化衝擊，這對他該段時間的生活起了變化。蔡繼光就讀柏克萊分校時曾任職暑期工作。他一邊從事中國餐館雜役、在地捫食品製造廠當罐頭後期製作員，一邊當洗碗員賺取學費。另外，他在上學之時一度被誤以為是反對美國參與越戰的異見分子而被軍方使用胡椒噴霧攻擊。經歷了不同的文化衝擊後，蔡繼光有所啟發，並投入學生運動中。他為了支持台灣宣示對釣魚臺的主權，於是在柏克萊分校發起學生運動，以保釣委員會委員的身份籌辦話劇，且於加利福尼亞大學洛杉磯分校、三藩市華埠以及美國中部地區的大學等地作巡迴演出。

### 投身影視界
蔡繼光大學畢業後往三藩市州立大學電影研究院修讀藝術系碩士，主修為期兩年的創意寫作。他主要學習撰寫劇本，其後在1972年畢業後在1973年於哥倫比亞廣播公司旗下的KPIX第五頻道新聞部任職新聞攝影師。期間曾於舊金山灣區電視台（ABC 7 NEWS (KGO-TV/DT) ）擔任導演初嘗拍攝一小時劇集的體驗。至1975年，他返回香港全身投入幕後創作。適逢當時無綫電視招聘編導，他接著去應徵。不久，無綫高層周梁淑怡主動聘請他，讓他在一個月後到職。蔡繼光在電視台編導的第一個作品是由盧大偉的兄長盧遠所主持的探奇節目《奇趣錄》。這個節目由蔡繼光與許鞍華輪流編導。到了1976年，他編導其首套電視劇《黃飛鴻》（由關德興主演）。翌年再負責創作另一套電視劇《逼上梁山》。
只在無綫電視工作了兩年的蔡繼光礙於電視台可供拍攝劇集的時間短，資源亦不足夠，以致未能拍攝出高水準的作品，最終因為覺得沒有滿足感而另覓出路。結果，他先在1975年於香港中文大學校外課程部教授電影製作文憑課程，再在1978年與電影導演羅卡（劉耀權）和作家吳昊一同成立香港電影文化中心，以讓有志入行的人士可以修讀與電視及電影相關的課程而不只限於香港浸會大學電影學院唯一一個選擇。在中心成立之後，蔡繼光負責課程編排及教學工作，並邀請許鞍華、羅卡、徐克、嚴浩、冼杞然等具經驗的幕後製作人員前來講課。後來於電影界發展的陳果、林華全、林紀陶等人皆為蔡繼光當時的學生。同年蔡繼光被吳思遠邀請為其電影作品《蛇形刁手》擔任編劇。另外在香港浸會學院任職全職講師教授電影電視。他此後開始為電影撰寫劇本和執導電影。其首部執導的作品是《喝采》，拍攝因由源於陳欣健計劃找他拍攝一齣以青春為題材的電影而開始。

### 事業成就
蔡繼光的事業發展了數年後創下高峰。他在1983年與許默憑其作品《男與女》獲得台灣金馬獎「最佳原著劇本」的獎項。在1980年代，蔡繼光陸續執導了數齣電影，至1990年移民加拿大生活，並在多倫多大學修畢戲劇教學文憑。三年後，即1993年，他重返香港，於香港演藝學院電影電視學院授課至2002年轉到香港浸會大學教授影視與新媒體製片管理文學碩士課程。他離開香港演藝學院前為電影電視學院導演系的系主任。除了演藝學院和香港浸會大學之外，蔡繼光也曾在明愛專上學院和香港中文大學－東華三院社區書院教授電影及電視文學副學士學位課程。目前為止，他大部份時間居於加拿大，惟仍繼續籌備其拍攝工作。

## 香港電影金紫荊獎風波
1996年，蔡繼光與卓伯棠、陳清偉等人組成香港影評人協會，翌年開始頒發香港電影金紫荊獎。但蔡繼光於2007年退出協會。而香港電影金紫荊獎亦因其所管理的「金紫荊文化發展基金有限公司」在頒發和投選金紫荊獎方面的透明度和公信力低而傳出停辦。後來在第十二屆（2007年）金紫荊獎頒發完畢後，香港影評人協會於2008年正式宣佈暫停舉辦金紫荊獎，並且於前一年（2007年）正式收回「金紫荊獎品牌」，不讓私人公司以此香港品牌繼續頒發該獎項以破壞金紫荊的名聲。該獎項此後便一直沒有復辦。

## 家庭生活
蔡繼光已婚，其來自台灣的妻子是他就讀國立台灣師範大學英語學系時的師妹，曾一同在美國加州大學柏克萊分校組織「業餘小劇團」演出話劇。二人婚後育有3名女兒，幼女蔡思奇曾在蔡繼光執導的電影《大浪淘沙》中演出。

## 個人作品

### 電視劇
- 1976年：黃飛鴻（無綫電視）
- 1977年：逼上梁山（無綫電視）

### 電視節目
- 1975年：奇趣錄（無綫電視）
- 1979年：鏗鏘集（香港電台）[32]

### 執導電影
- 1980年：喝采
- 1981年：死亡塔（副導演）
- 1981年：不准掉頭
- 1982年：檸檬可樂
- 1983年：男與女
- 1984年：北南西東
- 1986年：青春怒潮[33]
- 1987年：魔鬼天使
- 1990年：鐵漢柔情
- 1994年：撞板風流
- 2001年：香港電影之父——黎民偉[34]
- 2015年：大浪淘沙[35]

### 監製電影
- 1988年：殺出香港
- 1990年：鐵漢柔情
- 2001年：香港電影之父——黎民偉
- 2007年：夜襲
- 2015年：大浪淘沙

### 編劇
- 1978年：蛇形刁手
- 1980年：名劍
- 1983年：男與女
- 1986年：青春怒潮
- 1987年：魔鬼天使
- 1990年：鐵漢柔情
- 2015年：大浪淘沙

### 演出作品
- 2001年：香港電影之父——黎民偉

### 舞台劇
- 2024年：《柏克萊的日子》

## 外部連結
- 蔡繼光在互联网电影资料库（IMDb）上的資料（英文）
- 蔡繼光在豆瓣上的资料（简体中文）
- 香港電影資料庫 蔡繼光（页面存档备份，存于）
- 【陳百強六十】獨家訪問陳欣健憶《喝采》 陳百強是天使張國榮是魔鬼，壹週刊，2018年9月6日（页面存档备份，存于）
- 金紫荊獎 劉青雲稱帝 蔡卓妍鞏俐齊封后，大紀元，2007年9月2日（页面存档备份，存于）